# Melegnano (stacja kolejowa)
Melegnano (włoski: Stazione di Melegnano) – stacja kolejowa w Melegnano, w prowincji Mediolan, w regionie Lombardia, we Włoszech. Znajduje się na linii Mediolan–Bolonia i obsługuje również Riozzo.

## Historia
Stacja została otwarta 14 listopada 1861, równocześnie z otwarciem trasy z Mediolanu do Piacenzy i został wyposażona w tylko dwa tory.

## Linie kolejowe
- Mediolan – Bolonia

## Infrastruktura
Stacja posiada dwa tory do obsługi pasażerów i trzeci do mijanki przez pociągi kwalifikowane. Składa się z dwóch peronów, jednokrawędziowego przyległego do budynku dworca i jednego wyspowego. Perony są połączone ze sobą za pomocą przejścia w poziomie torów.

## Ruch pociągów

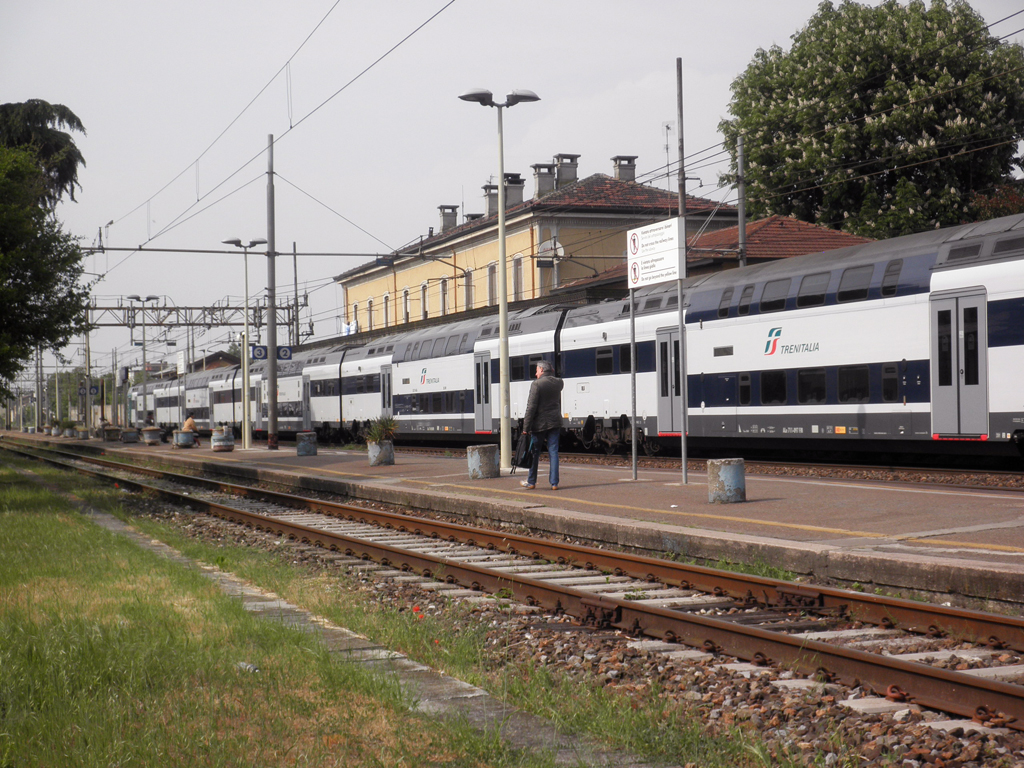
Pociąg linii S1 na stacji

Stacja jest obsługiwana przez pociągi linii S1 (Saronno-Mediolan-Lodi) kolei podmiejskiej Mediolanu, spółki Trenord w ramach umowy o świadczenie usług zawartej z regionem Lombardia. Częstotliwość kursów wynosi pół godziny od 6 rano do 24 codziennie. Zatrzymują się tutaj również pociągi regionalne Trenitalia na trasie z Mediolanu do stacji Pisa Centrale. Od kwietnia 2015 będzie stacją końcową dla linii S12.